# Bolbitis nodiflora
Bolbitis nodiflora är en träjonväxtart som först beskrevs av Jean Baptiste Bory de Saint-Vincent och fick sitt nu gällande namn av Fraser-Jenkins.
Bolbitis nodiflora ingår i släktet Bolbitis och familjen Dryopteridaceae. Inga underarter finns listade.